# Braderuper Heide/Sylt

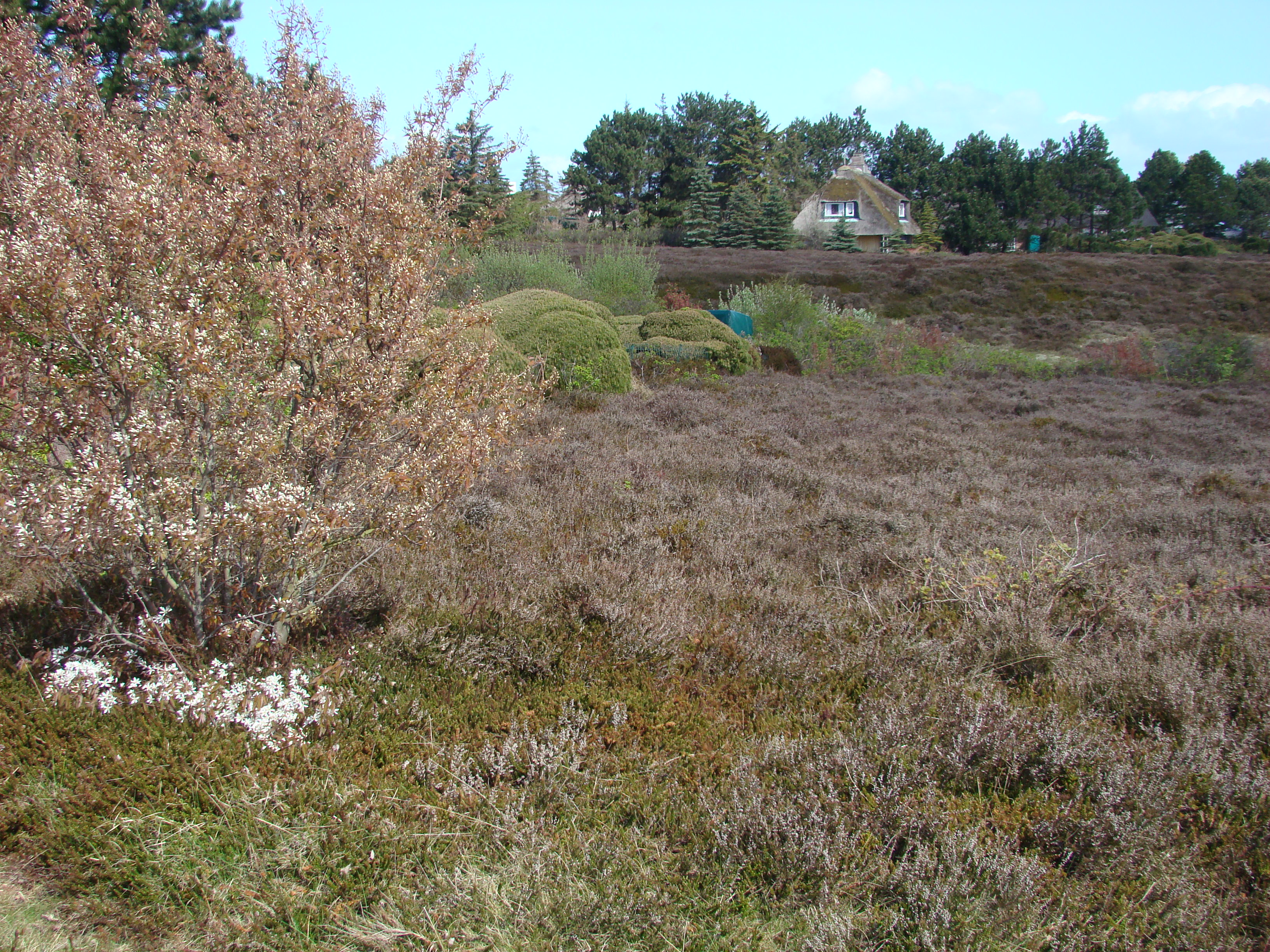
Braderuper Heide

Die Braderuper Heide/Sylt ist ein Naturschutzgebiet in den schleswig-holsteinischen Gemeinden Kampen und Wenningstedt-Braderup auf der Insel Sylt im Kreis Nordfriesland.

## Allgemeines
Das rund 137 Hektar große Naturschutzgebiet ist unter der Nummer 97 in das Verzeichnis der Naturschutzgebiete des Ministeriums für Landwirtschaft, Umwelt und ländliche Räume eingetragen. Es wurde 1987 ausgewiesen (Datum der Verordnung: 5. März 1979). Die zuständige untere Naturschutzbehörde ist der Kreis Nordfriesland. Das Naturschutzgebiet wird von der Naturschutzgemeinschaft Sylt betreut.

## Beschreibung
Das Naturschutzgebiet grenzt im Osten an das Naturschutzgebiet „Wattenmeer nördlich des Hindenburgdammes“ und im Norden an das Naturschutzgebiet „Nielönn/Sylt“. Es ist Bestandteil des FFH-Gebietes „Dünen- und Heidelandschaften Nord- und Mittel-Sylt“ und des EU-Vogelschutzgebietes „Ramsar-Gebiet Schleswig-Holsteinisches Wattenmeer und angrenzende Küstengebiete“. Es erstreckt sich entlang der Ostküste der Insel Sylt zwischen Kampen und Braderup.
Das Naturschutzgebiet stellt die Dünenlandschaft mit dem bis zu 15 Meter hohen Weißen Kliff im Süden und den vorgelagerten Salzwiesenbereichen im Norden sowie die Strandbereiche in der Übergangszone zum Wattenmeer unter Schutz. Der Dünenbereich wird von Heideflächen, insbesondere Besenheide, Glockenheide und Krähenbeere eingenommen, die nach der Rodung von früher hier stockenden Wäldern entstanden sind. Beweidung durch Wanderschafherden sowie weitere Schutzmaßnahmen (Mähen, Absoden und Abbrennen) sorgen dafür, dass die Heidepflanzen nicht überaltern, absterben und andere Pflanzen ihnen Platz einnehmen.